# Esteve Fradera
Esteve Fradera Serrat, deportivamente conocido como Fradera (Santa Coloma de Farnés, Gerona, España; 7 de enero de 1963) es un exjugador y entrenador de fútbol español.

## Trayectoria
Fradera ingresó con 16 años en las categorías inferiores del FC Barcelona, formando parte de la histórica primera hornada de futbolista formados en La Masia junto con Ángel Pedraza. Jugó varios años en Segunda División con el filial, el Barcelona Atlètic, y durante temporada 1985/86 debutó oficialmente en Primera División.
Esa campaña, Fradera sumó seis presencias con el primer equipo.
La temporada 1986/87 pasó a formar parte definitivamente del primer equipo, aunque solo participó en 11 partidos de liga. Participó en la histórica semifinal de la Copa de Europa en la que los barcelonistas remontaron un 3-0 al IFK Göteborg, aunque luego cayeron en la final ante el FC Steaua Bucarest.
El verano de 1987 se marchó al CE Sabadell, donde encontró los minutos de juego que buscaba. Disputó treinta partidos y consiguió su primer gol en la máxima categoría, aunque al final de temporada el equipo perdió la categoría.
Siguió una temporada más en Segunda División con los arlequinados, y el verano de 1989 le llegó la oportunidad de regresar a la máxima categoría fichando por el RCD Mallorca. Pronto se convirtió en uno de los puntales de la defensa balear, y en su primera temporada su elegido por la revista Don Balón como mejor defensa central de la liga. La siguiente temporada se proclamó subcampeón de Copa, en la primera final que los mallorquinistas jugaban en su historia. Pero un año más tarde, vivió la cara más amarga, con el descenso a Segunda División, donde siguió defendiendo los colores bermellones durante una temporada. En total, durante las cuatro campañas que militó en el RCD Mallorca, solo se perdió 10 de 152 partidos de liga, además de marcar cinco goles.
La temporada 1993/94 se incorporó al Albacete Balompié, donde jugó como titular indiscutible dos años en Primera División. Pero al finalizar la temporada 1994/95, el técnico manchego, Benito Floro, le declaró transferible, por lo que Fradera regresó al Real Mallorca.
En el cuadro balear solo pudo jugar dos partidos de liga de Segunda División, ya que en noviembre de 1995 se rompió el talón de Aquiles. Dada la gravedad de la lesión, en el mes de diciembre el club le dio la baja federativa, aunque se mantuvo en la plantilla, con la esperanza de una recuperación que nunca consiguió. Finalmente, a finales de 1996, tras un año en el dique seco, decidió colgar las botas.
Tras su retirada, fue entrenador en el fútbol base del Vilobí CF, aunque tuvo que abandonar el club gerundense por incompatibilidad con su trabajo.

## Clubes
| Club                 | País   | Año       |
| -------------------- | ------ | --------- |
| FC Barcelona Atlètic | España | 1981-1985 |
| FC Barcelona         | España | 1985-1987 |
| CE Sabadell          | España | 1987-1989 |
| RCD Mallorca         | España | 1989-1993 |
| Albacete Balompié    | España | 1993-1995 |
| RCD Mallorca         | España | 1995      |